# Alwin Brandes

Alwin Brandes (1912)

Alwin Brandes (* 12. Juni 1866 in Großschönau; † 6. November 1949 in Ost-Berlin) war ein deutscher Politiker (SPD) und Gewerkschaftsführer. Er gehörte zu den bedeutendsten gewerkschaftlichen Widerstandskämpfern gegen den Nationalsozialismus.

## Leben
Alwin Brandes war der Sohn des Schlossers Heinrich August Brandes, der seit 1860 eine kleine Maschinenfabrik in Großschönau besaß. Die Mutter Emilie Amalie Brandes, geborene Fischer, war Tochter eines Kaufmanns und Wachstuchfabrikanten. Alwin Brandes wuchs in einem kleinbürgerlichen Umfeld auf.
Durch den Ausbruch des Deutschen Krieges im Sommer 1866 verloren die Eltern von Alwin Brandes ihre Existenz. Da der Vater von Alwin Brandes seinen Arbeitsplatz wechseln musste, zog die Familie in den kommenden Jahren mehrmals in der Harz-Region um. Alwin Brandes besuchte seit Anfang der 1870er-Jahre die Bürgerschule in Quedlinburg und später in Magdeburg. Hier wurde er auf einen handwerklichen bzw. kaufmännischen Beruf vorbereitet. Ab Anfang der 1880er-Jahre erlernte Brandes das Schlosserhandwerk. Nach absolvierter Gesellenprüfung arbeitete er in Maschinenfabriken in Magdeburg, Leipzig und Halle. Zudem ließ Brandes sich bald darauf zum Maschinenbauer ausbilden. Nach der Wanderschaft leistete er von 1886 bis 1889 seinen Militärdienst. Brandes verließ die Armee als Unteroffizier. Seine Ehefrau Martha Minna Bennemann, genannt Minna, hatte Alwin Brandes bei einem Sängerfest während seines Aufenthaltes in Halle im Zusammenhang mit seiner Wanderschaft nach der Lehrzeit kennengelernt. Nach Abschluss des Militärdienstes 1889 heirateten die beiden.
Im Anschluss an die Entlassung aus dem Militärdienst nahm Alwin Brandes eine Arbeitsstelle in der „Gruson-Werk AG“ in Magdeburg an. Im Jahr 1890 trat Brandes der SPD und 1894 dem Deutschen Metallarbeiterverband (DMV) bei. Für den DMV betätigte er sich zunächst als Vertrauensmann in der Magdeburger Metallindustrie. Schnell erlangte er Anerkennung und es gelang ihm der Aufstieg in der Magdeburger Gewerkschaftsbewegung. 1900 wurde Brandes Geschäftsführer des DMV in Magdeburg. Von 1901 bis 1918 saß er in der Magdeburger Stadtverordnetenversammlung. 1912 wurde er erstmals als Abgeordneter des Wahlkreises Regierungsbezirk Magdeburg 8 (Halberstadt - Wernigerode) in den Reichstag gewählt. Ende des Jahres 1917 trat Brandes als Kriegsgegner der USPD bei. Bei Bewilligung der Kriegskredite 1915 hatte er sich enthalten. Innerhalb des DMV opponierte er gegen die kriegsunterstützende Politik des Hauptvorstandes, zugleich nahm er selbst eine vermittelnde Rolle zwischen den verschiedenen Flügeln innerhalb der Metallgewerkschaft ein.
Während der Novemberrevolution 1918 war Brandes einer der Vorsitzenden des Arbeiter- und Soldatenrates in Magdeburg. Am 6. April 1919 wurde er auf Veranlassung des Reichswehrministers Gustav Noske wegen angeblicher Vorbereitung eines Militärputsches verhaftet und nach Berlin gebracht. Brandes wurden „Hochverrat“ und eine Reihe anderer Straftaten zur Last gelegt. Aufgrund des öffentlichen Drucks und weil sich die Vorwürfe nicht nachweisen ließen, musste der damals populäre Gewerkschaftsfunktionär und Sozialpolitiker eine Woche später auf freien Fuß gesetzt werden.
Von Ende 1917 bis 1922 war Brandes in führender Position in der USPD tätig, für die er 1920 in den Reichstag einzog. Auf der Generalversammlung des DMV im Oktober 1919 wurde der alte Hauptvorstand abgewählt. Brandes wurde zu einem der drei neuen (gleichberechtigten) Vorsitzenden (neben Robert Dißmann und Georg Reichel) gewählt. Er stand fortan für die Position in der DMV-Führung, die zwischen dem rechten und linken Flügel des Verbandes vermittelte. Dies hatte zur Folge, dass er im DMV über Jahre hinweg erhebliche Anerkennung bekam. Nach dem Tod Robert Dißmanns 1926 und der Nichtbesetzung von dessen früherem Posten war Brandes der unangefochtene führende Funktionär der deutschen Metallarbeiterbewegung.
Brandes gilt als wichtiger Sozial- und Wirtschaftspolitiker im Reichstag, der sich intensiv für die Einführung der staatlichen Arbeitslosenversicherung einsetzte. Mit der nach der Spaltung der USPD in der Partei verbliebenen Minderheit war Brandes bereits 1922 wieder zur SPD zurückgekehrt. Für die Partei wurde er 1928, 1932 und 1933 erneut in den Reichstag gewählt. Er setzte sich auch sehr kritisch mit der Politik der NSDAP und der KPD auseinander. Als Mitglied des Reichsbanners Schwarz-Rot-Gold, dem er von 1924 bis 1933 angehörte, verstand sich Brandes als strikter Gegner sowohl der Nationalsozialisten als auch der Kommunisten. Für die Anhänger beider Parteien war er auch aufgrund seiner starken Position in der freigewerkschaftlichen Bewegung ein besonderes Feindbild.
Der DMV wurde am 2. Mai 1933 zerschlagen. Brandes kam kurzzeitig in Haft. Zusammen mit Heinrich Schliestedt und anderen Gewerkschaftsfunktionären hatte er Schreibmaschinen und Vervielfältigungsgeräte vor dem Zugriff der Nazis retten können. Mit deren Hilfe und durch die Einwerbung erheblicher finanzieller Mittel baute er ein breites Widerstandsnetz auf. Laut neueren Forschungen wird Brandes zu den bedeutendsten gewerkschaftlichen Widerstandskämpfern gegen das NS-Regime gezählt. Er war Kopf eines illegalen Netzes, dem zeitweise hunderte Metallgewerkschafter im Deutschen Reich angehörten.
Alwin Brandes geriet aufgrund seiner Widerstandsaktivitäten ins Visier der Gestapo. Im Jahr 1935 war er im KZ Sachsenburg inhaftiert. Zwischenzeitlich freigelassen, wurde Brandes 1936 erneut festgenommen, vom Volksgerichtshof jedoch mangels Beweises freigesprochen. Er verblieb jedoch bis 1937 in „Schutzhaft“. Auch nach seiner Freilassung hatte er weiter Kontakte zu anderen Gewerkschaftsfunktionären wie Max Urich und Wilhelm Leuschner. Dabei beteiligte er sich an einer Reihe illegaler Aktivitäten. Vom engeren Kreis der Widerstandsgruppe des 20. Juli 1944, mit dem er zeitweise in direktem Kontakt stand, war Brandes als Ehrenvorsitzender für die nach dem Umsturz geplante „Deutsche Gewerkschaft“ vorgesehen. Auch aufgrund seines bereits fortgeschrittenen Alters entging er einer neuerlichen Verhaftung.
Nach Kriegsende war Alwin Brandes in der SPD-Köpenick (Ost-Berlin) aktiv. Er wurde 1946 zum Vorsteher der Bezirksverordnetenversammlung in Berlin-Köpenick gewählt. In der aus dem FDGB entstandenen Abspaltung Unabhängige Gewerkschaftsopposition (UGO) war er für eine sich als demokratisch und antikommunistisch verstehende Metallarbeiterorganisation, den Metallarbeiter-Verband Groß-Berlin, tätig. Er grenzte sich scharf von der SED ab, der er vorwarf, den FDGB zu kontrollieren und zu steuern.

## Ehrungen
- Die Stadt Magdeburg benannte 1946 eine Straße (Alwin-Brandes-Straße) nach Alwin Brandes.
- In Berlin-Kreuzberg wurde 1971 die Brandesstraße in unmittelbarer Nähe der Berliner IG-Metall-Zentrale nach Alwin Brandes benannt.
- Im Jahr 2013 benannte die IG Metall den großen Versammlungssaal des ehemaligen DMV-Hauses in der Berliner Alten Jakobstraße nach Alwin Brandes („Alwin-Brandes-Saal“).